# Ион
Ио́н (от др.-греч. ἰόν «идущее») — атом или соединение нескольких атомов, которое имеет положительный или отрицательный заряд.
В виде самостоятельных частиц ионы встречаются во всех агрегатных состояниях вещества: в газах (в частности, в атмосфере), в жидкостях (в расплавах и растворах), в кристаллах и в плазме (в частности, в межзвёздном пространстве).
Атом может состоять из протонов, нейтронов и электронов. Положительно (+) заряженной частица (атом, молекула) называется тогда, когда количество протонов (p+) в атоме превышает количество в его составе электронов (e−): + > −. Такая частица называется катионом. Отрицательно (−) заряженной частица (атом, молекула) называется тогда, когда количество электронов (e−) в атоме превышает количество в его составе протонов (p+): + < −. Такая частица называется анионом. Для сложных молекул, например аминокислот или белков, возможно присутствие большого числа ионных групп, часто пространственно-разделённых. В случае, когда количество протонов и электронов равно друг другу, частицу принято считать нейтральной (катион, он же, протоион = 1(-): 169(+)). Противоположные электрические заряды притягиваются друг к другу электростатической силой, поэтому катионы и анионы притягиваются друг к другу и легко образуют химические соединения с ионной связью.

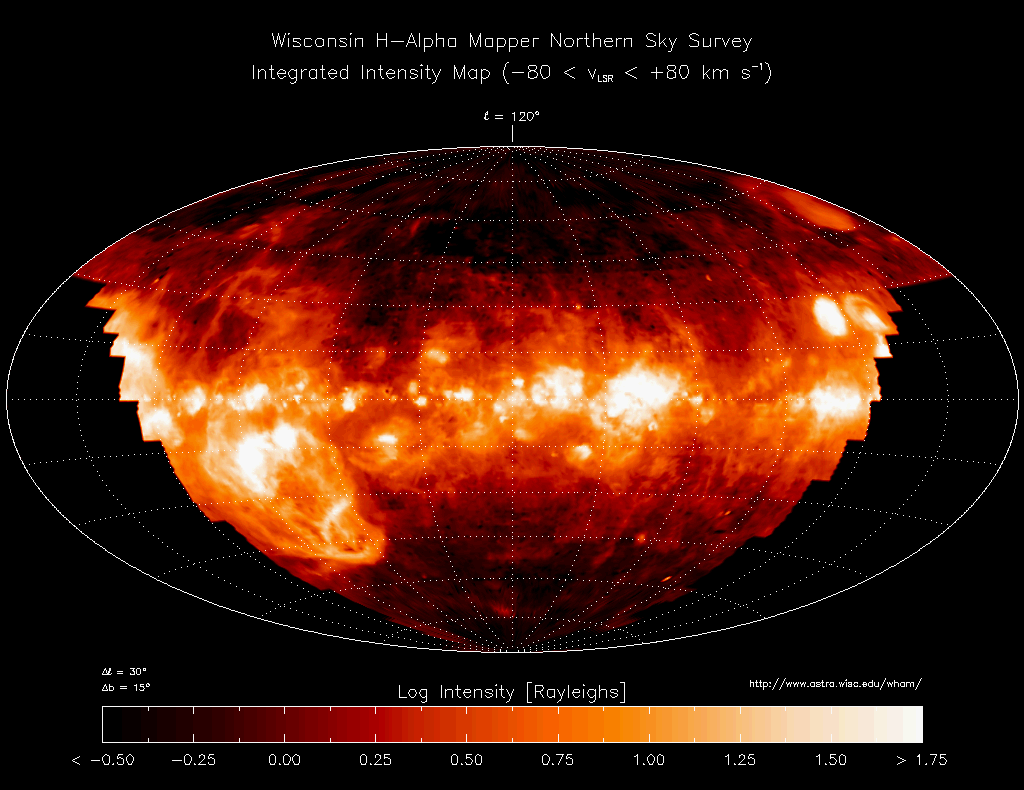
Распространение ионизованного водорода в межзвёздной среде в различных частях нашей Галактики. Изображение в диапазоне H-альфа.

## Описание
Понятие и термин «ион» (по предложению английского историка науки Уильяма Уэвелла) ввёл в 1834 году Майкл Фарадей, который, изучая действие электрического тока на водные растворы кислот, щелочей и солей, предположил, что электропроводность таких растворов обусловлена движением ионов.
Положительно заряженные ионы, движущиеся в растворе к отрицательному электроду (катоду), Фарадей назвал катионами, а отрицательно заряженные, движущиеся к положительному электроду (аноду) — анионами.
Сванте Аррениус выдвинул в своей диссертации 1884 года объяснение того факта, что твёрдые кристаллические соли при растворении диссоциируют на парные заряженные частицы, за что он получил Нобелевскую премию по химии 1903 года. Объяснение Аррениуса заключалось в том, что при образовании раствора соль диссоциирует на ионы Фарадея, он предположил, что ионы образуются даже в отсутствие электрического тока.
Являясь химически активными частицами, ионы вступают в реакции с атомами, молекулами и между собой. В растворах электролитов ионы образуются в результате электролитической диссоциации и обуславливают многие их свойства.
Согласно химической номенклатуре, название катиона, состоящего из одного атома, совпадает с названием химического элемента, например, Na+ называется ионом натрия. После названий элементов с переменной степенью окисления её указывают в скобках римской цифрой, например название катиона Fe2+ — ион железа(II). Название аниона, состоящего из одного атома, образуется из корня латинского названия элемента и суффикса «-ид», например, F− называется фторид-ионом.

## Классификация ионов
Ионы подразделяют на две большие группы — простые и сложные.
Простые (одноатомные) ионы содержат одно (не более) атомное ядро.
Сложные (многоатомные) ионы содержат не менее двух атомных ядер.
Отдельно выделяют ион-радикалы — заряженные свободные радикалы. Ион-радикалы в свою очередь подразделяют на катион-радикалы и анион-радикалы.
Катион-радикалы — положительно заряженные частицы с одним неспаренным протоном.
Анион-радикалы — отрицательно заряженные частицы с одним неспаренным электроном.

## Строение простых ионов
Простые ионы состоят из одного атомного ядра и электронов. Атомное ядро состоит из протонов и нейтронов, неся практически всю (более 99,9 %) массу иона и создаёт электрическое поле, которое удерживает электроны. Заряд атомного ядра определяется числом протонов и совпадает с порядковым номером элемента в
периодической таблице Д. И. Менделеева.
Электроны заполняют электронные слои вокруг атомного ядра. Электроны с одинаковым значением главного квантового числа n образуют квантовый слой близких по размерам электронных облаков. Слои с n = 1, 2, 3, 4… обозначаются соответственно буквами K, L, M, N… По мере удаления от атомного ядра ёмкость слоёв увеличивается и в зависимости от значения n составляет 2 (слой K), 8 (слой L), 16 (слой M), 32 (слой N)… электронов.
Исключением из общего правила является положительный ион водорода, который не содержит электронов и является элементарной частицей — протоном. В то же время отрицательный ион водорода содержит два электрона. Фактически гидрид-ион является системой из одного протона и двух электронов и изоэлектронен положительному иону лития, имеющему в электронной оболочке также два электрона.
Вследствие волнового характера движения электрона ион не имеет строго определённых границ. Поэтому точно определить размеры ионов невозможно. Кажущийся радиус иона зависит от того, какое физическое свойство рассматривается, и будет различным для разных свойств. Обычно используют такие ионные радиусы, чтобы сумма двух радиусов равнялась равновесному расстоянию между соседними ионами в кристалле. Такая полуэмпирическая таблица ионных радиусов была составлена Л. Полингом.
Позднее была составлена новая система ионных радиусов на основе кристаллохимических исследований Г. Б. Бокия структур простейших двойных соединений.

## Ионизация
Атомы и молекулы могут превращаться в положительно заряженные ионы в результате потери одного или нескольких электронов. Отрыв электрона от атома или молекулы требует затраты энергии, называемой энергией ионизации.
Положительно заряженные ионы также образуются при присоединении протона (положительно заряженного ядра атома водорода). Примером является молекулярный ион водорода, ион аммония, ониевые соединения.
Отрицательно заряженные ионы образуются в результате присоединения электрона к атому или молекуле. Присоединение электрона сопровождается выделением энергии.
Положительный ион водорода (H+ или протон, p) получается при ионизации атома водорода. Энергия ионизации при этом составляет 13,595 эВ.
Для атома гелия энергия ионизации составляет 24,581 эВ и 54,403 эВ и соответствует отрыву первого и второго электронов. Получаемый ион гелия (He2+) в физике называется альфа-частицей. Выброс альфа-частиц наблюдается при радиоактивном распаде некоторых атомных ядер, например {\displaystyle {\ce {{}_{88}^{226}Ra}}}.
Энергия отрыва первого электрона атома имеет явно выраженный периодический характер зависимости от порядкового номера элемента.
В связи с низкими значениями энергии ионизации щелочных металлов, их атомы легко теряют свои внешние электроны под действием света. Отрыв электрона производится в данном случае за счёт энергии поглощаемых металлом квантов света.